# Eftermiddagsgæsten
Eftermiddagsgæsten er en dansk kortfilm fra 1968 med instruktion og manuskript af Peter Refn.

## Handling
En barok fortælling om et provokerende møde mellem fortid og nutid, udspillet i et yngre bourgeoisi-miljø i Københavns nordlige udkanter. Hovedpersonen er outsideren Per, der som en charmerende provokatør trænger sig ind hos tidligere venner i et absurd desperat - og forgæves - forsøg på at genetablere en kontakt med de gamle venner via fortidens ukonventionelle, men samtidig stivnede, livsform.

## Medvirkende
- Per Bentzon Goldschmidt - Eftermiddagsgæsten, Per
- Lykke Nielsen - Den unge pige, Naja
- Ulf Pilgaard - Værten, Erik
- Lotte Tarp - Værtinden, Edith
- Jesper Klein
- Gertie Jung
- Suzanne Bjerrehuus
- Rolf Krogh
- Hans Kragh-Jacobsen